# РОТОР
РОТОР (Российский Онлайн ТОР; произносится «ро́тор») — русскоязычный конкурс интернет-проектов, организованный международным союзом интернет-деятелей «ЕЖЕ».
В последний раз конкурс прошёл в 2012 году.

## Описание
Впервые был проведён в 1999 году. Целями являются выявление значимых проектов и персоналий Рунета и определение тенденций его развития. Члены жюри РОТОРа, подписчики дискуссионного мейл-листа «ЕЖЕ», сами являются значимыми и опытными интернет-деятелями, авторами различных сетевых проектов, что придаёт конкурсу авторитетность.
Последний раз премия вручена в 2012 году, в настоящее время нет информации о планах её возрождения.

### Номинации
- Открытие года
- Человек года
- Журналист года
- Продюсер года
- Редактор года
- Исследователь года
- Дизайн года
- Информационный сайт года
- Блог года
- Интернет-сообщество года
- Сетевой сервис года
- Сайт информационных технологий и телекоммуникаций
- Отраслевой сайт года
- Научно-образовательный сайт года
- Литературный сайт года
- Музыкальный сайт года
- Киносайт года
- Художественный сайт года
- Юмористический сайт года
- Электронная библиотека года
- Интернет-магазин года
- Архив года
- Корпоративный сайт года
- Домашняя страница года
- Влияние на офлайн
- Мероприятие года
- Разочарование года

## Лауреаты

### Победители конкурса РОТОР 2012 (12.11.2012—23.11.2012)
Гран-при
- Электронная библиотека года — «Либрусек»
- Сайт госучреждения года — справочно-информационный портал «Государственные услуги»
- Мероприятие года — «Антипремия Рунета» 2011
- Тенденция года — давление государства на Интернет

Призёры
- Открытие года — реестр запрещенных сайтов
- Человек года — Павел Дуров
- Инвестор года — Александр Винокуров (Интернет-ТВ «Дождь»)
- Редактор года — Александр Пеганов («Цукерберг позвонит»)
- Блогер года — призовые места не присуждались
- Коллективный блог года — призовые места не присуждались
- Микроблог года — призовые места не присуждались
- Дизайн года — призовые места не присуждались
- Информационный сайт года — Lenta.ru
- Интернет-сообщество года — «Ганза» — сообщество владельцев оружия
- Социальная сеть года — Facebook
- Сетевой сервис года — Яндекс. Навигатор (Яндекс)
- Сайт информационных технологий и телекоммуникаций — Roem.ru
- Автомобильный сайт года — призовые места не присуждались
- Научно-популярный сайт года — «Популярная механика»
- Музыкальный сайт года — Яндекс.Музыка
- Киносайт года — КиноПоиск.ru
- Юмористический сайт года — Atkritka.com
- Туристический сайт года — призовые места не присуждались
- Спортивный сайт года — призовые места не присуждались
- Электронная библиотека года — призовые места не присуждались
- Интернет-магазин года — призовые места не присуждались
- Архив года — «Луркоморье»
- Корпоративный сайт года — призовые места не присуждались
- Сайт госучреждения года — призовые места не присуждались
- Персональный сайт года — призовые места не присуждались
- Семейный сайт года — призовые места не присуждались
- Видео года — «Ты кто такой? Давай, до свидания!»
- Влияние на офлайн — социальные сети
- Мероприятие года — РИФ+КИБ 2012
- Тенденция года — краудсорсинг
- Разочарование года — Google+

Великолепная двадцатка Рунета:
Аркадий Волож, Герман Клименко, Илья Сегалович, Алексей Басов, Павел Дуров, Сергей Рыжиков, Юрий Синодов, Аркадий Морейнис, Сергей Плуготаренко, Алена Владимирская, Алексей Тутубалин, Артемий Лебедев, Александра Вяль, Александр Пеганов, Дмитрий Гришин, Дима Вернер, Игорь Сысоев, Максим Мошков, Алексей Андреев, Леонид Делицын

### Победители конкурса РОТОР 2011 (21.11.2011—02.12.2011)
Гран-при
- Редактор года — Юрий Синодов (Roem.ru)
- Дизайн года — Зойч (Егор Жгун)
- Музыкальный сайт года — Яндекс.Музыка
- Электронная библиотека года — «Флибуста»

Призеры
- Открытие года — «РосПил»
- Человек года — Аркадий Волож
- Инвестор года — Алексей Басов (Pruffi.ru)
- Редактор года — Мария Степанова (OpenSpace.ru)
- Блогер года — Илья Варламов
- Коллективный блог года — dirty.ru
- Микроблог года — @lentaruofficial
- Дизайн года — Новый стиль проектов Google (Google)
- Информационный сайт года — Ридус.ру
- Интернет-сообщество года — «Лиза Алерт — поиск пропавших детей»
- Социальная сеть года — Google+
- Сетевой сервис года — Яндекс. Карты («Яндекс»)
- Сайт информационных технологий и телекоммуникаций — «Хабрахабр»
- Автомобильный сайт года — «Общество синих ведёрок»
- Научно-популярный сайт года — «Википедия»
- Музыкальный сайт года — призовые места не присуждались
- Киносайт года — LostFilm.TV
- Юмористический сайт года — «Гражданин поэт»
- Туристический сайт года — Яндекс.Расписания
- Спортивный сайт года — «Чемпионат.com»
- Электронная библиотека года — Bookmate
- Интернет-магазин года — Яндекс. Маркет
- Архив года — Oldmos.ru: фотографии старой Москвы
- Корпоративный сайт года — призовые места не присуждались
- Сайт госучреждения года — Федеральная налоговая служба
- Персональный сайт года — призовые места не присуждались
- Семейный сайт года — Энциклопедия мастерства «Игрушка»
- Видео года — «Гражданин поэт»
- Влияние на офлайн — Алексей Навальный
- Мероприятие года — «Блогеры против мусора»
- Тенденция года — мобильные приложения
- Разочарование года — ChronoPay

Великолепная двадцатка Рунета:
Аркадий Волож, Илья Сегалович, Юрий Мильнер, Павел Дуров, Сергей Плуготаренко, Алексей Басов, Александр Плющев, Юрий Синодов, Артемий Лебедев, Сергей Рыжиков, Аркадий Морейнис, Дмитрий Гришин, Антон Носик, Игорь Сысоев, Алексей Андреев, Алена Владимирская, Александр Ляхов, Артемий Ломов, Максим Спиридонов, Леонид Каганов

### Победители конкурса РОТОР 2010 (13.09.2010—24.09.2010)
Гран-при
- Микроблог года — @KermlinRussia
- Социальная сеть года — Facebook
- Киносайт года — ivi.ru
- Мероприятие года — РИФ+КИБ 2010

Призёры
- Открытие года — ivi.ru
- Человек года — Герман Клименко
- Инвестор года — Юрий Мильнер (Facebook)
- Редактор года — Алексей Ходорыч («Коммерсантъ-Деньги»)
- Блогер года — Елизавета Глинка (Доктор Лиза)
- Коллективный блог года — «Хабрахабр»
- Микроблог года — призовые места не присуждались
- Дизайн года — Sovietsky Boutique (Red Keds)
- Информационный сайт года — Slon.ru
- Интернет-сообщество года — Русская Википедия
- Социальная сеть года — призовые места не присуждались
- Сетевой сервис года — Gmail (Google)
- Сайт информационных технологий и телекоммуникаций — Roem.ru
- Автомобильный сайт года — «Яндекс.Пробки»
- Научно-популярный сайт года — «Вокруг света»
- Музыкальный сайт года — MOSKVA.FM
- Киносайт года — YouTube
- Юмористический сайт года — «Цитатник Рунета» (bash.org.ru)
- Туристический сайт года — Турбина.ру
- Спортивный сайт года — Sports.ru
- Электронная библиотека года — Библиотека Максима Мошкова
- Интернет-магазин года — «Озон»
- Архив года — Музей советских игровых автоматов
- Корпоративный сайт года — Студия Артемия Лебедева
- Сайт госучреждения года — справочно-информационный портал «Государственные услуги»
- Персональный сайт года — Алекс Экслер
- Семейный сайт года — Бэби.ру
- Видео года — Trololo
- Влияние на офлайн — LiveJournal
- Мероприятие года — призовые места не присуждались
- Тенденция года — сетевая самоорганизация граждан
- Разочарование года — Google Wave

Великолепная двадцатка Рунета:
Герман Клименко, Аркадий Волож, Игорь Ашманов, Илья Сегалович, Юрий Синодов, Юрий Мильнер, Александр Плющев, Максим Мошков, Алекс Экслер, Алексей Тутубалин, Сергей Плуготаренко, Елизавета Глинка (Доктор Лиза), Алексей Ходорыч, Владимир Липка, Антон Носик, Павел Дуров, Артемий Лебедев, Аркадий Морейнис, Игорь Сысоев, Алексей Басов, Андрей Шипилов, Сергей Рыжиков, Ярослав Огнев

### Победители конкурса РОТОР 2009 (18.05.2009—28.05.2009)
Гран-при
- Мероприятие года — объединенная конференция РИФ + КИБ

Призёры
- Открытие года — А-я-яй.ру
- Человек года — Сергей Плуготаренко
- Журналист года — пользователь Интернета (User Generated Content)
- Инвестор года — Наталья Касперская (А-я-яй.ру)
- Продюсер года — призовые места не присуждались
- Редактор года — Ярослав Огнев (ИноСМИ.Ru)
- Исследователь года — Евгений Горный (книга A Creative History of the Russian Internet)
- Дизайн года — А-я-яй.ру (Липка и друзья)
- Информационный сайт года — Яндекс.Новости, «Ведомости»
- Блог года — видеоблог Дмитрия Медведева
- Интернет-сообщество года — «Хабрахабр»
- Социальная сеть года — ВКонтакте.ру
- Сетевой сервис года — Torrents.Ru (Torrents.Ru)
- Сайт информационных технологий и телекоммуникаций — iToday.ru
- Автомобильный сайт года — «Военные автомобили»
- Научно-образовательный сайт года — «Википедия»
- Литературный сайт года — призовые места не присуждались
- Музыкальный сайт года — Форум «Классика»
- Киносайт года — официальный сайт фильма «Стиляги»
- Художественный сайт года — «Соварх — Советская архитектура»
- Юмористический сайт года — «Луркоморье»
- Спортивный сайт года — призовые места не присуждались
- Электронная библиотека года — «Либрусек»
- Интернет-магазин года — Воображала.ру
- Архив года — «Москва, которой нет»
- Корпоративный сайт года — РА «МаньяКо»
- Персональный сайт года — Андрей Шипилов, Борис Лифановский
- Видео года — Танцор Диско (Джими джими джими) (Таджик Джимми)
- Влияние на офлайн — блог Дмитрия Медведева
- Мероприятие года — технологический конкурс сайтов WebHiTech
- Разочарование года — Одноклассники.ru

Великолепная двадцатка Рунета:
Игорь Ашманов, Аркадий Волож, Алексей Тутубалин, Юрий Синодов, Артемий Лебедев, Антон Носик, Владимир Липка, Аскар Туганбаев, Александр «CAM» Малюков, Алексей Ходорыч, Ярослав Огнев, Игорь Сысоев, Илья Сегалович, Максим Мошков, Сергей Плуготаренко, Андрей Шипилов, Герман Клименко, Борис Соркин, Дмитрий Крюков, Наталья «Вика» Рябова

### Победители конкурса РОТОР 2008 (12.05.2008—22.05.2008)
Гран-при
- Инвестор года — Юрий Мильнер (Одноклассники.ru)
- Исследователь года — Алексей Тутубалин («Черный квадрат»)
- Сайт информационных технологий и телекоммуникаций — Roem.ru
- Юмористический сайт года — «Цитатник Рунета» (bash.org.ru)
- Влияние на офлайн — Одноклассники.ru

Призёры
- Открытие года — MOSKVA.FM
- Человек года — Альберт Попков
- Журналист года — Юрий Синодов (Roem.ru)
- Инвестор года — призовые места не присуждались
- Продюсер года — Альберт Попков (Одноклассники.ru)
- Редактор года — Юрий Синодов (Roem.ru)
- Исследователь года — призовые места не присуждались
- Дизайн года — газета «Труд» (Владимир Липка)
- Информационный сайт года — Коммерсант.ru
- Блог года — «Интернетные штучки»
- Интернет-сообщество года — Википедия
- Социальная сеть года — Одноклассники.ru
- Сетевой сервис года — Яндекс.Пробки (Яндекс)
- Сайт информационных технологий и телекоммуникаций — призовые места не присуждались
- Отраслевой сайт года — призовые места не присуждались
- Научно-образовательный сайт года — «Элементы»
- Литературный сайт года — призовые места не присуждались
- Музыкальный сайт года — MOSKVA.FM
- Киносайт года — интернет-памятник фильму «Приключения Шерлока Холмса и доктора Ватсона»
- Художественный сайт года — formalista: Интернет в картинках
- Юмористический сайт года — призовые места не присуждались
- Спортивный сайт года — портал «Спорт-Экспресс»
- Электронная библиотека года — FictionBook
- Интернет-магазин года — «Утконос»
- Архив года — ОБД «Мемориал», рукописные памятники Древней Руси
- Корпоративный сайт года — «Ашманов и партнёры»
- Домашняя страница года — призовые места не присуждались
- Влияние на офлайн — призовые места не присуждались
- Мероприятие года — 12-й Российский интернет-форум (РИФ) 2008
- Разочарование года — Top4Top

Великолепная двадцатка Рунета:
Игорь Ашманов, Алексей Тутубалин, Юрий Синодов, Альберт Попков, Аркадий Волож, Аскар Туганбаев, Александр «CAM» Малюков, Артемий Лебедев, Владимир Липка, Герман Клименко, Юрий Мильнер, Антон Носик, Алексей «Lexa» Андреев, Максим Мошков, Алекс Экслер, Илья Сегалович, Ярослав Огнев, Борис Соркин, Дима Вернер, Дмитрий Завалишин, Леонид Делицын

### Победители конкурса РОТОР 2007 (19.03.2007—30.03.2007)
Гран-при
- Мероприятие года — интернет-конференция президента России Владимира Путина

Призёры
- Открытие года — «Хабрахабр»
- Человек года — Борис Соркин
- Журналист года — Влад Исаев («Кровавое воскресенье» на «Информационном буме»)
- Продюсер года — Денис Крючков («Хабрахабр»)
- Редактор года — Ярослав Огнев (ИноСМИ.ру)
- Исследователь года — Роман Иванов, Михаил Ушаков и Антон Волнухин («Блогосфера российского Интернета» PDF)
- Дизайн года — Куклы Имы Народицкой (Владимир Липка)
- Информационный сайт года — ИноСМИ.ру
- Блог года — «Театральные дневники»
- Интернет-сообщество года — «Хабрахабр»
- Сетевой сервис года — Почта Gmail (Компания Google)
- Сайт информационных технологий и телекоммуникаций — 3DNews
- Отраслевой сайт года — форум «Классика»
- Научно-образовательный сайт года — «Вокруг света»
- Литературный сайт года — ArtOfWar.ru — творчество ветеранов локальных войн
- Музыкальный сайт года — Сайт Александра Пушного
- Киносайт года — Афиша.ру — Кино
- Художественный сайт года — «Сказочный лес»
- Юмористический сайт года — «Подслушано в России»
- Электронная библиотека года — НОП:// Библиотека /
- Интернет-магазин года — призовые места не присуждались
- Архив года — «76-82. Энциклопедия нашего детства»
- Корпоративный сайт года — Студия Артемия Лебедева
- Домашняя страница года — «Игрушка — Энциклопедия мастерства»
- Влияние на офлайн — «Помоги. Орг»
- Мероприятие года — призовые места не присуждались
- Разочарование года — «Вебпланета»

Великолепная двадцатка Рунета:
Александр «CAM» Малюков, Денис Крючков, Борис Соркин, Алексей Тутубалин, Игорь Ашманов, Алексей «Lexa» Андреев, Аркадий Волож, Владимир Липка, Антон Носик, Виктор Галенко, Игорь Сысоев, Максим Зотов, Алекс Экслер, Алексей Ходорыч, Артемий Лебедев, Ярослав Огнев, Роман «Кукуц» Иванов, Юрий Белоусов, Леонид Делицын, Алексей Басов, Герман Клименко, Илья Сегалович, Максим Мошков

### Победители конкурса РОТОР 2006 (3.04.2006—14.04.2006)
Гран-при
- Отраслевой сайт года — AdMe.ru
- Художественный сайт года — GiF.Ru
- Архив года — Энциклопедия рекламы на AdMe.ru

Призёры
- Открытие года — поиск «Яндекса» по блогам
- Человек года — Игорь Ашманов
- Журналист года — Алексей «Lexa» Андреев (Колонка в «Вебпланете»)
- Продюсер года — Александр «Sanches» Милицкий («Независимый обзор провайдеров»)
- Сетевой писатель года — призовые места не присуждались
- Исследователь года — Алексей Тутубалин (Чёрный квадрат: аналитика)
- Дизайн года — деловая газета «Взгляд» (болоtov.ru)
- Информационный сайт года — REGNUM
- Блог года — dirty.ru, «Блог об интернет-коммуникациях в реальном времени»
- Интернет-сообщество года — Advertka.ru, интерактивное творческое агентство E-generator
- Сетевой сервис года — статистика LiveInternet (Герман Клименко и Ко)
- Сайт информационных технологий и телекоммуникаций — «Вебпланета»
- Отраслевой сайт года — Клерк. Ру
- Научно-образовательный сайт года — «Математические этюды»
- Литературный сайт года — международный литературный проект «Погружение в книги Рэя Брэдбери»
- Музыкальный сайт года — форум «Классика»
- Киносайт года — официальный сайт фильма «Дневной дозор»
- Художественный сайт года — призовые места не присуждались
- Юмористический сайт года — «Новая аналитическая энциклопедия»
- Спортивный сайт года — призовые места не присуждались
- Электронная библиотека года — Библиотека Максима Мошкова
- Интернет-магазин года — Softkey.ru
- Архив года — Музей радио и телевидения
- Корпоративный сайт года — рекламное агентство гаремного типа «МаньяКо»
- Домашняя страница года — SHEPPARD.RU
- Влияние на офлайн — «Превед»
- Разочарование года — призовые места не присуждались

Великолепная двадцатка Рунета:
Игорь Ашманов, Антон Носик, Алексей Тутубалин, Аркадий Волож, Артемий Лебедев, Александр «CAM» Малюков, Герман Клименко, Максим Мошков, Виктор Галенко, Руслан Курепин, Владимир Липка, Юрий Белоусов, Дима Вернер, Илья Сегалович, Борис Соркин, Кирилл «msado» Готовцев, Дмитрий «dz» Завалишин, Александр «Sanches» Милицкий, Ирина Чефранова, Алекс Экслер

### Победители конкурса РОТОР 2005 (11.04.2005—22.04.2005)
Призёры
- Открытие года — «Победители — солдаты Великой Войны»
- Человек года — Максим Мошков
- Журналист года — Валерий Панюшкин (колонка в Газете.Ru), Николай «Норвежский Лесной» Данилов («Большой город»)
- Продюсер года — Ян Черняк («Победители — солдаты Великой Войны»)
- Сетевой писатель года — призовые места не присуждались
- Исследователь года — Александр «Sanches» Милицкий (колонка в «Вебпланете»)
- Дизайн года — «Новотека» (Владимир Липка)
- Информационный сайт года — Lenta.Ru
- Блог года — «Журнал бродячей кошки» Елены Скочило
- Сетевой сервис года — «Новотека» (ЗАО «Поисковые технологии»)
- Сайт информационных технологий и телекоммуникаций — iXBT.com
- Отраслевой сайт года — Travel.Ru
- Научно-образовательный сайт года — Грамота. Ру
- Литературный сайт года — ArtOfWar.ru — творчество ветеранов локальных войн
- Музыкальный сайт года — ЗВУКИ.RU
- Киносайт года — «Афиша.ру — Кино»
- Художественный сайт года — галерея «Человеки» Владимира Липки
- Юмористический сайт года — Владимир Владимирович™
- Спортивный сайт года — призовые места не присуждались
- Электронная библиотека года — призовые места не присуждались
- Интернет-магазин года — призовые места не присуждались
- Архив года — «Победители — солдаты Великой Войны»
- Влияние на офлайн — LiveJournal
- Разочарование года — решение суда, признавшего виновность библиотеки Lib.Ru в нарушении прав писателя Эдуарда Геворкяна

Великолепная двадцатка Рунета:
Антон Носик, Дима Вернер, Артемий Лебедев, Игорь Ашманов, Александр «CAM» Малюков, Максим Мошков, Алекс Экслер, Кирилл «msado» Готовцев, Максим «Mr. Parker» Кононенко, Аркадий Волож, Герман Клименко, Виктор Галенко, Дмитрий Крюков, Руслан Курепин, Леонид Делицын, Алексей Тутубалин, Алексей «Lexa» Андреев, Роман Лейбов, Андрей Себрант, Борис Соркин

### Победители конкурса РОТОР 2004 (24.05.2004—11.06.2004)
Призёры
- Открытие года — «Веб-информ»
- Человек года — Игорь Ашманов
- Журналист года — Мария Говорун («Веб-информ»)
- Продюсер года — Дмитрий Иванов (Яндекс. Новости)
- Сетевой писатель года — Максим «Mr. Parker» Кононенко (Владимир Владимирович™)
- Исследователь года — Дмитрий Иванов («История интернета в России»)
- Дизайн года — Cube bird (Luda Dvoinova)
- Информационный сайт года — Газета.Ru
- Блог года — dirty.ru
- Сетевой сервис года — Яндекс. Новости (Компания Яндекс)
- Сайт информационных технологий и телекоммуникаций — .hostinfo
- Отраслевой сайт года — Finam.RU
- Научно-образовательный сайт года — Арбуз — занимательный мир
- Литературный сайт года — призовые места не присуждались
- Музыкальный сайт года — призовые места не присуждались
- Киносайт года — Tynu40k Goblina
- Художественный сайт года — призовые места не присуждались
- Юмористический сайт года — пародия на сайт Генеральной прокуратуры РФ
- Спортивный сайт года — портал «Спорт-Экспресс»
- Электронная библиотека года — Библиотека Максима Мошкова
- Архив года — «История интернета в России»
- Влияние на офлайн — Дмитрий «Goblin» Пучков
- Разочарование года — «Кирилл и Мефодий»

Великолепная двадцатка Рунета:
Антон Носик, Артемий Лебедев, Александр «CAM» Малюков, Алекс Экслер, Максим Мошков, Дима Вернер, Алексей Тутубалин, Роман Лейбов, Аркадий Волож, Леонид Делицын, Дмитрий Крюков, Герман Клименко, Алексей «Lexa» Андреев, Игорь Ашманов, Максим «Mr. Parker» Кононенко, Виктор Галенко, Андрей Себрант, Александр Гагин, Евгений Горный, Дмитрий «LINXY» Белинский, Алексей Кривенков, Михаил Рогальский

### Победители конкурса РОТОР 2003 (8.04.2003—25.04.2003)
Призёры
- Открытие года — «История интернета в России»
- Человек года — призовые места не присуждались
- Журналист года — Александр Плющев
- Продюсер года — призовые места не присуждались
- Сетевой писатель года — Алекс Экслер
- Дизайн года — 80-лет компании «Аэрофлот» (КБ Алексея Соловьева)
- Программный продукт года — Система размещения контекстной рекламы «Бегун» (Компания «Бегун»), The Bat! (RITLABS)
- Информационный сайт года — Lenta.Ru
- Электронное издание об Интернете — Runet.ru
- Образовательный сайт года — Грамота. Ру
- Литературный сайт года — Журнал «Самиздат»
- Художественный сайт года — фото.сайт
- Хард’н’софт сайт года — iXBT.com, 3DNews
- Развлекательный сайт года — призовые места не присуждались
- Музыкальный сайт года — ЗВУКИ.RU
- Спортивный сайт года — Супербизон
- Киносайт года — Субъективные заметки Алекса Экслера о видеофильмах
- Юмористический сайт года — Анекдоты из России
- Отраслевой сайт года — призовые места не присуждались
- Интерактивный сайт года — LiveJournal
- Региональный сайт года — Фонтанка.ру — все новости Петербурга
- Зарубежный сайт года — Google
- Влияние на офлайн — LiveJournal
- Разочарование года — Национальная Интернет премия[19]

### Победители конкурса РОТОР 2002 (12.03.2002—29.03.2002)
Призеры
- Открытие года — Mult.Ru — Масяня
- Человек года — призовые места не присуждались
- Журналист года — Алексей «Lexa» Андреев
- Продюсер года — призовые места не присуждались
- Сетевой писатель года — Алекс Экслер
- Дизайн года — «Ижмаш-авто» (Студия Артемия Лебедева)
- Программный продукт года — призовые места не присуждались
- Информационный сайт года — Lenta.Ru
- Образовательный сайт года — Грамота. Ру
- Литературный сайт года — LiveJournal
- Художественный сайт года — призовые места не присуждались
- Хард’н’софт сайт года — 3DNews
- Развлекательный сайт года — Mult.ru — Масяня
- Музыкальный сайт года — ЗВУКИ.RU
- Спортивный сайт года — призовые места не присуждались
- Киносайт года — Субъективные заметки Алекса Экслера о видеофильмах
- Юмористический сайт года — Анекдоты из России
- Интерактивный сайт года — LiveJournal
- Региональный сайт года — призовые места не присуждались
- Зарубежный сайт года — Google
- Разочарование года — Нетоскоп[20]

### Победители конкурса РОТОР 2001 (22.05.2001—5.06.2001)
Призеры
- Открытие года — Нетоскоп
- Человек года — Александр «САМ» Малюков
- Журналист года — Александр Плющев
- Продюсер года — Аркадий Волож
- Сетевой писатель года — Алекс Экслер
- Дизайн года — призовые места не присуждались
- Программный продукт года — Google (Google Inc.)
- Информационный сайт года — Lenta.Ru
- Образовательный сайт года — призовые места не присуждались
- Литературный сайт года — Библиотека Максима Мошкова
- Художественный сайт года — призовые места не присуждались
- Хард’н’софт сайт года — 3DNews
- Развлекательный сайт года — СамоНовости
- Музыкальный сайт года — ЗВУКИ.RU
- Спортивный сайт года — НТВ-Спорт
- Киносайт года — Субъективные заметки Алекса Экслера о видеофильмах
- Юмористический сайт года — Анекдоты из России
- Интерактивный сайт года — LiveJournal
- Региональный сайт года — Дом на набережной
- Зарубежный сайт года — Google
- Разочарование года — Порт. Ру[21]

### Победители конкурса РОТОР 2000 (16.05.2000—30.05.2000)
Призёры
- Открытие года — Рекламный ролик для «Яндекса» с Лебедевым в роли бандита
- Человек года — Максим «Mr.Parker» Кононенко
- Дизайнер года — Дмитрий «LINXY» Белинский
- Обозреватель года — Анастасия «Настик» Грызунова
- Программист года — Максим «Mr.Parker» Кононенко
- Продюсер года — Глеб Павловский
- Сетератор года — Алекс Экслер
- Новостной сайт года — Lenta.Ru
- Литературный сайт года — призовые места не присуждались
- Художественный сайт года — призовые места не присуждались
- Хард’н’софт сайт года — 3DNews
- Игровой сайт года — призовые места не присуждались
- Музыкальный сайт года — Звуки.ру
- Спортивный сайт года — призовые места не присуждались
- Киносайт года — призовые места не присуждались
- Юмористический сайт года — Exler.Ru
- Разочарование года — Российская Академия Интернета[22]

### Победители конкурса РОТОР 1999 (14.04.1999—30.04.1999)
Призёры
- Человек года — [[Носик, Антон Борисович|Антон Носик]]
- Дизайнер года — Братья Роман и Антон Овчинниковы
- Обозреватель года — победитель не был определён
- Программист года — Максим Мошков
- Продюсер года — Марат Гельман
- Новостной сайт года — Gazeta.Ru под редакцией Антона Носика
- Литературный сайт года — Библиотека Максима Мошкова
- Художественный сайт года — Guelman.Ru — современное искусство в Сети
- Хард’н’Софт Сайт года — iXBT.com
- Игровой сайт года — 3DNews
- Музыкальный сайт года — Музыкальный Телефон
- Спортивный сайт года — победитель не был определён
- Юмористический сайт года — FUCK.RU
- Разочарование года — победитель не был определён[23]

### Победители конкурса РОТОР++ 2007 (19.11.2007—14.12.2007)
Гран-при
- Исследователь года — Алексей Тутубалин («Ссылочное ранжирование в Рунете»)
- Юмористический сайт года — «Цитатник Рунета» (bash.org.ru)
- Влияние на офлайн — Одноклассники.ru

Призёры
- Открытие года — Одноклассники.ru
- Человек года — Аскар Туганбаев
- Журналист года — Юрий Синодов (Roem.ru)
- Продюсер года — Альберт Попков (Одноклассники.ru)
- Редактор года — Константин Казенин (REGNUM), Ярослав Огнев (ИноСМИ.Ru), Алексей «Lexa» Андреев («Вебпланета»)
- Сетевой писатель года — призовые места не присуждались
- Исследователь года — призовые места не присуждались
- Дизайн года — Башня «Федерация» (Студия Лебедева)
- Информационный сайт года — «Ведомости», Lenta.Ru
- Блог года — Tynu40k Goblina
- Интернет-сообщество года — «Хабрахабр»
- Сетевой сервис года — RuTube (RuTube)
- Сайт информационных технологий и телекоммуникаций — 3DNews
- Отраслевой сайт года — AdMe.ru, MoneyNews
- Научно-образовательный сайт года — INTUIT.ru
- Общественно-политический сайт года — «Помоги. Орг»
- Музыкальный сайт года — Last.fm
- Киносайт года — призовые места не присуждались
- Художественный сайт года — призовые места не присуждались
- Юмористический сайт года — призовые места не присуждались
- Спортивный сайт года — портал «Спорт-Экспресс»
- Электронная библиотека года — Русская классика в библиотеке Мошкова
- Интернет-магазин года — «Озон»
- Архив года — «Старые газеты»
- Корпоративный сайт года — компания «Яндекс»
- Домашняя страница года — призовые места не присуждались
- Женский сайт года — призовые места не присуждались
- Детский сайт года — «Тырнет»
- Влияние на офлайн — ALLOFMP3 (ныне mp3sparks.com и alltunes.com)
- Мероприятие года — Антипремия Рунета
- Разочарование года — «За Путина!»

Выбор жюри++ и ЕЖЕ-листа
- Персона года — Юрий Синодов
- Проект года — Одноклассники.ru

Жюри конкурса в 2007 году
Игорь Ашманов, Алексей «Lexa» Андреев, [[Носик, Антон Борисович|Антон Носик]], Алексей Тутубалин, Максим Мошков, Владимир Липка, Андрей Шипилов, Виктор Галенко, Леонид Делицын, Борис Соркин, Владислав Исаев, Артемий Ломов, Герман Клименко, Александр «Sanches» Милицкий, Аскар Туганбаев, Виктор Захарченко, Юрий Ревич, Анна Путина, Рустем «drugoi» Адагамов, Федор Вирин, Ярослав Огнев, Алексей Басов, Андрей Кузин, Илья Сегалович, Александр Венедюхин, Арсений Камышев, Наталья «Вика» Рябова, Никита Шерман

### Победители конкурса РОТОР++ 2005 (14.11.2005—9.12.2005)
Призёры
- Открытие года — «Победители — солдаты Великой Войны»
- Человек года — Андрей Миронов
- Журналист года — Николай «Норвежский Лесной» Данилов («Большой город»)
- Продюсер года — Ярослав Огнев (ИноСМИ.ру)
- Сетевой писатель года — победитель не был определен
- Исследователь года — Борис Овчинников (J’son & Partners)
- Дизайн года — Deadfish animation — виртуальная студия Маши Якушиной (Владимир Липка)
- Информационный сайт года — REGNUM
- Блог года — «Разговоры, подслушанные в Москве»
- Интернет-сообщество года — интерактивное творческое агентство E-generator
- Сетевой сервис года — Деньги@Mail.ru (компания Mail.Ru)
- Сайт информационных технологий и телекоммуникаций — «Вебпланета», CNews.ru
- Отраслевой сайт года — AdMe.ru
- Научно-образовательный сайт года — «Элементы»
- Литературный сайт года — победитель не был определен
- Музыкальный сайт года — ЗВУКИ.RU, MusicReporters.ru
- Киносайт года — «Афиша.ру — Кино»
- Художественный сайт года — «Москва, которой нет»
- Юмористический сайт года — caricatura.ru
- Спортивный сайт года — Телеспорт.Ru
- Электронная библиотека года — FictionBook
- Интернет-магазин года — Softkey.ru
- Архив года — «Победители — солдаты Великой Войны»
- Корпоративный сайт года — «Косогоров Самогон № 5»
- Домашняя страница года — победитель не был определён
- Влияние на офлайн — «Георгиевская ленточка»
- Разочарование года — победитель не был определён

Выбор жюри++ и ЕЖЕ-листа
- Персона года — Андрей Миронов
- Проект года — «Телеса»

Жюри конкурса в 2005 году
Игорь Ашманов, Леонид Делицын, Алексей Тутубалин, Алексей Ходорыч, Виктор Галенко, Дима Вернер, Александр Сергеев, Алексей «Lexa» Андреев, Тигран Закоян, Антон Носик, Евгений Скляревский, Юрий Белоусов, Ярослав Огнев, Алексей Басов, Александр Плющев, Артемий Ломов, Дарья Иванова, Александр Денисенко, Виктор Лавренко, Йован Савович, Сергей «Gray» Петренко, Анна Артамонова, Константин Кноп, Наталья Касперская, Олег Куваев, Роман Лейбов

### Победители конкурса РОТОР++ 2003 (10.11.2003—11.12.2003)
Призёры
- Открытие года — Яндекс. Новости
- Человек года — Йован Савович
- Журналист года — Сергей Мостовщиков («Политинформация»)
- Продюсер года — победитель не был определён
- Сетевой писатель года — Максим «Mr.Parker» Кононенко («Владимир Владимирович™»)
- Исследователь года — Андрей Иванов («Исследования поисковых машин»)
- Дизайн года — победитель не был определён
- Информационный сайт года — Яндекс. Новости
- Блог года — Anatoly Vorobey’s journal, *anfrax.ru, Блоgнот
- Сетевой сервис года — LJSearch
- Сайт информационных технологий и телекоммуникаций — Mobile-review.com
- Отраслевой сайт года — Creatiff.ru
- Образовательный сайт года — Грамота.ру
- Литературный сайт года — победитель не был определён
- Музыкальный сайт года — Полит. Техно
- Киносайт года — sQuaDRon.ru
- Художественный сайт года — Иероглиф
- Юмористический сайт года — Владимир Владимирович™
- Спортивный сайт года — конференция «Поговорите с Василием Уткиным»
- Электронная библиотека года — Фундаментальная электронная библиотека «Русская литература и фольклор»
- Архив года — caricatura.ru
- Влияние на офлайн — Дмитрий «Goblin» Пучков
- Разочарование года — «Рубрикон»

Жюри конкурса в 2003 году
Алексей «Lexa» Андреев, Игорь Ашманов, Евгения Завалишина, Андрей Кузин, Алексей Тутубалин, Евгений Горный, Алексей Ходорыч, Анатолий Воробей, Дмитрий «dz» Завалишин, Егор Быковский, Йован Савович, Наташа Лосева, Влад Егоров, Николай Попов, Михаил Якубов

### Победители конкурса РОТОР++ 2002 (24.09.2002—22.10.2002)
Призёры
- Открытие года — WEEKEND MAGAZINE
- Человек года — Наташа Лосева
- Журналист года — Наташа Мозговая
- Продюсер года — Константин «Джейсон Форис» Рыков
- Сетевой писатель года — победитель не был определён
- Дизайн года — сайт «Автореала» (Студия Артемия Лебедева)
- Программный продукт года — Punto Switcher (Сергей Москалев, Михаил Морозов, Александр Коуров), Типограф (Студия Артемия Лебедева)
- Информационный сайт года — LiveJournal, Lenta.Ru
- Образовательный сайт года — победитель не был определён
- Литературный сайт года — «Журнальный зал» в «Русском журнале», fisherman friend’s LiveJournal
- Художественный сайт года — «Фото.сайт»
- Хард’н’софт сайт года — 3DNews
- Развлекательный сайт года — Тостер
- Музыкальный сайт года — Захар Май online
- Спортивный сайт года — РТР-Спорт, «Спорт Сегодня»
- Киносайт года — победитель не был определён
- Юмористический сайт года — Анекдоты из России
- Интерактивный сайт года — LiveJournal
- Региональный сайт года — Украина.Ru, ROSTOV.RU
- Зарубежный сайт года — Google
- Влияние на офлайн — LiveJournal, Mult.Ru — Масяня
- Разочарование года — победитель не был определён

Жюри конкурса в 2002 году
Максим «Mr. Parker» Кононенко, Антон Носик, Александр Гагин, Георгий (Юра) Киселев, Роман Лейбов, Анатолий Левенчук, Ася Патрышева, Игорь Ворошилов, Марина Литвинович, Никита Шерман, Герман Клименко, Денис Крючков, Олег Попов, Семен Буденный, Анна Артамонова, Даниил Дугаев

### Победители конкурса РОТОР++ 2001 (6.02.2001—19.03.2001)
Призёры
- Открытие года — Bagatelles, Сумерк Богов
- Человек года — победитель не был определён
- Дизайнер года — Дмитрий «LINXY» Белинский
- Обозреватель года — победитель не был определен
- Программист года — Стефан Танурков
- Продюсер года — Аркадий Волож
- Сетератор года — Сумерк Богов
- Новостной сайт года — НТВ.Ру
- Литературный сайт года — Bagatelles
- Художественный сайт года — Межлокальная контрабанда, фото.сайт
- Хард’н’софт сайт года — «Компьютерра Онлайн», 3DNews
- Игровой сайт года — Враги. Ру
- Музыкальный сайт года — Звуки.ру
- Спортивный сайт года — портал «Спорт-Экспресс»
- Киносайт года — Мир Кино, Фильм Москва
- Юмористический сайт года — сайт Леонида Каганова
- Разочарование года — Port.Ru, Страна.Ru

Жюри конкурса в 2001 году
Наталья «Вика» Рябова, Сумерк Богов, Рубен Макаров, Алекс Экслер, Псой Короленко, Александр Шерман, Евгения Завалишина, Cергей Новиков, Антон Никитин, Александр Плющев, Аркадий Морейнис, Глеб Сеткин, Михаил «Куб» Якубов, Соня Соколова, Наталья Хайтина, Дмитрий Алтухов, Дарья Галкина, Роман «Кукуц» Иванов

### Победители конкурса РОТОР++ 2000 (17.01.2000—22.02.2000)
Призёры
- Человек года — Антон Носик
- Дизайнер года — Дмитрий Кирсанов
- Обозреватель года — Алексей «Lexa» Андреев
- Программист года — Максим Мошков
- Продюсер года — Глеб Павловский
- Новостной сайт года — Lenta.Ru
- Литературный сайт года — конкурс русской сетевой литературы «Тенёта-Ринет»
- Художественный сайт года — «Убить Пушкина», Guelman.Ru — современное искусство в Сети
- Хард’н’софт сайт года — dz online
- Игровой сайт года — «Выборы в России»
- Музыкальный сайт года — сайт Ирины Богушевской
- Спортивный сайт года — Портал «Спорт-Экспресс»
- Юмористический сайт года — TIME O’CLOCK
- Разочарование года — Леонид Рейман

Жюри конкурса в 2000 году
Антон Носик, Максим «Mr. Parker» Кононенко, Леонид Делицын, Дмитрий Завалишин, Александр Гагин, Алексей Соловьев, Игорь Ворошилов, Марат Гельман, Павел Яковлев, Роман Лейбов, Макс Фрай, Николай «Норвежский Лесной» Данилов, Оля Лялина, Дмитрий Кирсанов, Алексей Ковалев, Вадим Гущин, Герман Клименко, Михаил Вахтеров, Андрей Себрант, Алексей Чарыков